# Cyclone d'Orissa
Le cyclone d'Orissa de 1999 (BOB 06 selon le Service météorologique indien et cyclone 05B selon le JTWC) fut le cyclone tropical faisant le plus de morts en Inde depuis 1971. Il a atteint en mer la catégorie 5 de l'échelle de Saffir-Simpson avant de frapper la côte de l'État d'Orissa en Inde, le 29 octobre, avec la force de la catégorie 4 supérieure, juste une semaine après un autre cyclone de même intensité dans ce secteur. Il a causé la mort de plus de 10 000 personnes et des dommages évalués à plus de 4,5 milliards $US. Dans le bassin de l'Océan Indien nord, il devance à ce chapitre le cyclone Sidr de 2007 mais pas le cyclone Gorky de 1991, les deux frappant durement le Bangladesh. Il a cependant atteint la plus basse pression de tous les cyclones de ce bassin avec 912 hPa.

## Évolution météorologique
Une perturbation tropicale dans la mer de Chine méridionale à la mi-octobre s'est déplacée vers l'ouest et s'est développée suffisamment pour que le Joint Typhoon Warning Center lance une alerte de formation de cyclone tropical le 23 octobre 1999. Cependant ce système ne continua pas son intensification dans l'océan Pacifique et l'alerte fut annulée. Le 25 octobre, il atteignit la mer d'Andaman et se renforça, menant à l'émission d'une autre alerte cyclonique. La convection s'intensifia et s'organisa ensuite et le système devint la dépression tropicale 05B le même jour en passant sur la péninsule Malaise. La dépression se déplaça vers le nord-ouest à cause de la circulation atmosphérique d'une crête barométrique subtropicale sur son flanc nord. La chaude température de surface de la mer et un faible cisaillement des vents favorable permirent une intensification au niveau de tempête tropicale le 26 octobre à 345 km au sud-sud-ouest de Yangon, Myanmar.
Après être passée juste au sud du Myanmar, elle continua de se renforcer sur le Golfe du Bengale, et le 27 octobre elle devint un cyclone tropical. Le lendemain, le cyclone atteignit la catégorie 5 avec des vents de 260 km/h. Elle diminua légèrement ensuite mais sa pression centrale fut estimée à 912 hPa. Elle frappa la côte indienne de l'État d'Orissa, près de la ville de Bhubaneswar, avec des vents de 210 km/h le 29 octobre. Une crête plus au nord empêcha une pénétration à l'intérieur des terres et le cyclone arrêta sa progression à environ 50 kilomètres de la côte, puis retourna vers l'océan. Bien qu'affaibli par la friction, il garda la force de tempête tropicale en dérivant vers le sud et atteignit le golfe le 31 octobre avant de se dissiper le 3 novembre.

## Préparatifs
Des dizaines de milliers de familles de la côte des régions de Balasore, Bhadrak, Kendrapara, Jagatsinghpur, Puri et Gandjam évacuèrent vers l'intérieur des terres. Plus de 44 500 personnes trouvèrent refuge dans vingt-trois abris bâtis par la Croix-Rouge allemande

## Impacts

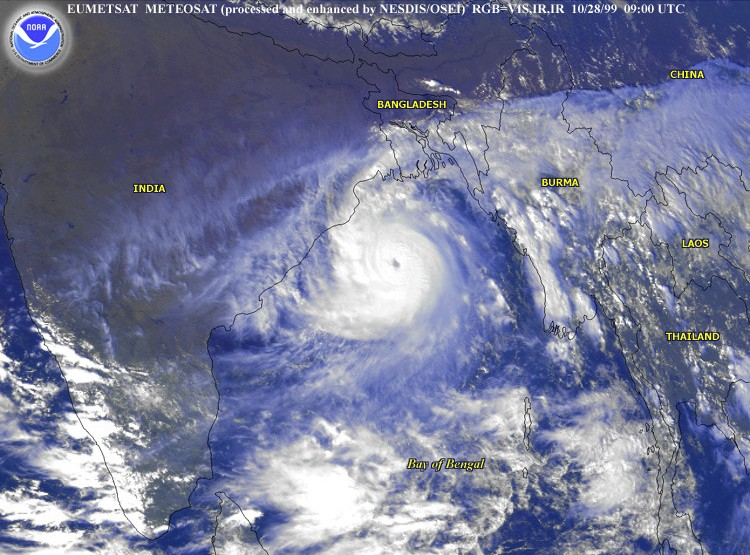
Cyclone 05B avec des vents de 210 km/h) près de son contact avec la côte indienne

Les pluies torrentielles frappèrent le sud-est de l'Inde, causant des inondations record dans les basses terres. L'onde de tempête de huit mètres envahit la côte jusqu'à 20 kilomètres à l'intérieur des terres,. Les récoltes furent détruites sur 17 110 km2 et plus de 90 millions d'arbres furent déracinés ou cassés.
Environ 275 000 habitations furent détruites, faisant plus de 1,67 million de sans-abris, et 19,5 millions de personnes furent affectés à des degrés divers. Le décompte officiel est de 9 803 morts directement par le cyclone et quarante autres manquantes mais on estime à plus de 10 000 le nombre réel. La plus forte mortalité a été recensée dans le district de Jagatsinghpur avec 8 119 et un autre 3 312 blessés. 2 043 des 5 700 habitants de la ville de Padmapur périrent.
Le nombre d'animaux domestiques perdus est estimé à environ 2,5 millions dont 406 000 têtes de bétail, affectant près de 5 millions d'agriculteurs. Les dommages matériels dans les quatorze districts affectés furent estimés à 4,5 milliards $US de 1999 (5,1 milliards $US de 2005).
Au Myanmar, dix personnes furent tuées par le cyclone tropical et 20 000 familles furent déplacées.

## Secours
L'équipe de l'Organisation des Nations unies pour la gestion des catastrophes, réunie à New Delhi, organisa des secours d'urgence en collaboration avec le ministre indien responsable d'Orissa, les organisations non gouvernementales internationales et nationales (ONG), le Fonds des Nations unies pour l'enfance (UNICEF), le Programme des Nations unies pour le développement (PNUD) et le Programme alimentaire mondial (PAM). L'assistance de l'ONU s'éleva à environ 16 millions $US dont plus de la moitié venant de l'UNICEF. Trois millions $US en médicaments et en approvisionnement de secours avaient été distribués à la fin décembre 1999. Le PAM a accordé 5,1 millions $US en aliments composés, riz, légumineuses et biscuits vitaminés. Le Fonds des Nations unies pour la population (FNUAP) a accordé une aide de 700 000 $US dont des ensembles de santé périnatale, cinq unités médicales mobiles et une aide logistique. L'Organisation mondiale de la santé (OMS) a accordé 100 000 $US pour créer et de gérer un système de surveillance d'urgence pour contrôler les épidémies et une assistance technique. D'autres organismes des Nations unies ont fait des contributions en espèces qui ont été distribuées par le PNUD pour aider l'État d'Orissa. Les organismes spécialisés ont aussi apporté une assistance technique considérable, particulièrement dans les domaines de la santé et de l'agriculture. 
La Croix-Rouge indienne et le BAPS Care International (BAPSCI), une organisation charitable indienne, sont entrés immédiatement en action après le cyclone pour apporter du secours aux victimes. La sécurité civile de l'État d'Orissa étendit ses interventions directes jusqu'à trois mois après les événements et jusqu'à six mois pour le programme de reconstruction. Elle envoya des vivres d'urgence fournis par la Croix-Rouge depuis New Delhi. Malgré tout, nombre de personnes moururent de faim et de maladie avant l'arrivée de secouristes dans les régions les plus difficiles d'accès.
Le BAPSCI chargea 2 340 volontaires de secourir quatre-vingt-quatre villages touchés. Ils ont procédé à la crémation de 700 morts et de 3 500 carcasses d'animaux comme mesure d'hygiène car la population locale ne pouvait par superstition toucher aux corps d'inconnus. Trois villages du district de Jagatsinghpur (Chakulia, Banipat et Potak), furent « adoptés » par le BAPSCI en janvier 2000 pour leur reconstruction. Deux cents maisons et deux écoles en béton furent ainsi construites et deux puits furent creusés jusqu'en mai 2002.